# Gyrostroma missouriense
Gyrostroma missouriense är en svampart som beskrevs av Seeler 1940. Gyrostroma missouriense ingår i släktet Gyrostroma, ordningen köttkärnsvampar, klassen Sordariomycetes, divisionen sporsäcksvampar och riket svampar.   Inga underarter finns listade i Catalogue of Life.